# Chrysops pallidiventris
Chrysops pallidiventris är en tvåvingeart som först beskrevs av Krober 1922.  Chrysops pallidiventris ingår i släktet Chrysops och familjen bromsar.
Artens utbredningsområde är Algeriet. Inga underarter finns listade i Catalogue of Life.